# Pisco (Peru)
Pisco je město v jihozápadním Peru. Je hlavním městem stejnojmenné provincie v regionu Ica. V roce 2015 mělo město 104 656 obyvatel.

## Geografie
Nachází se ve vzdálenosti 230 km jihovýchodně od Limy na břehu Tichého oceánu jižně od ústí řeky Pisco.

## Partnerské město
- Rosario, Argentina